# Esteban de Obazine
Esteban de Obazine (Limoges, 1085-Aubazine, 8 de marzo de 1154), conocido también como Esteban de Aubazine o Esteban de Vielzot, fue un ermitaño y abad francés, a quién se le atribuía gran bondad. Es venerado como santo por la Iglesia Católica y conmemorado el 8 de marzo.

## Hagiografía
Nació en Limoges, en 1085, en el seno de una familia católica del Ducado de Aquitania.

### Trayectoria religiosa
Comenzó su vida religiosa como sacerdote en Vielzot, y se ganó reputación de piedad y humildad, especialmente cuando oficiaba los oficios religiosos. También se loaban sus escritos; son conocidas sus enseñanzas sobre el respeto hacia todo lo que involucra la vida en la tierra. 

#### Retiro
Según la tradición, Esteban y un sacerdote de nombre Pedro (Pierre) se instalaron en Lent durante un año para poder llevar una vida de ermitaños. La fama que lograron fue tal que varios jóvenes se les unieron y en 1134.

#### Abad
Esteban fundó un convento en la zona. El obispo de Tulle le dio aprobación al proyecto del monasterio, aunque este todavía era una construcción muy débil. Cerca de Coyroux, Esteban también construyó un convento para 150 monjas. No existían normas para la regulación interna de la comunidad, por lo que en el 1142, Esteban se acogió a las normas cistercienses.
Un Viernes Santo, Esteban y un compañero descubrieron en la zona de Aubazine (u Obazine) un denso bosque. Cruzaron el bosque en Domingo Santo en dirección a la iglesia más cercana. A su vuelta a la ermita, descansaron en las faldas de una montaña, cansados y hambrientos. Allí, un granjero les ofreció un trozo de carne, pan y leche. Esteban consideró que había sido la comida más deliciosa que había probado en su vida y ahí mismo construyó el monasterio cisterciense en el que fue el primer abad, siendo consagrado por el obispo de Limoges.
Esteban falleció el 8 de marzo de 1159, en la Abadía de Nuestra Señora de Bonnaigue, en Aubazine.

## Onomástica y culto público
Esteban es venerado como santo el 8 de marzo. Su culto se prolongó por siglos, y como consecuencia de esto el papa, Clemente XI, confirmó su culto, en 1701.

## Abadía de Nuestra Señora de Bonnaigue
Fue construido en 1134, bajo la supervisión de Esteban, y con el permiso del obispo de Tulle. El monasterio floreció durante mucho tiempo hasta que en la Revolución francesa, fue expropiado en 1791. La iglesia de la abadía sobrevive todavía.